# 马尔基·马凯
馬琴·佐治·"馬爾基"·麥基（英語：Malcolm George "Malky" Mackay，1972年2月19日—）出生於蘇格蘭北拉纳克郡屬于大格拉斯哥范圍的小鎮贝尔斯希尔，是一名前職業足球員，司職中堅，退役後擔任領隊，曾任教英冠球會屈福特和，並帶領卡迪夫城升班英超。
麥基在蘇格蘭家鄉的昆士柏及些路迪展開足球事業，直到1998年南下英格蘭加盟诺里奇城，留隊效力長達6年。在2003年至2006年之間，他連續三季分別協助諾域治、韋斯咸及屈福特升班英超，他為屈福特在英超角逐，直到2008年宣佈退役。他於早一年已開始擔任屈福特一隊的教練，更曾短時期處任領隊職務，於2009年6月接替辭職離隊的布伦达·罗杰斯出任主帥。2011年6月獲委任為卡迪夫城的領隊。他於球員生涯末期曾代表蘇格蘭上陣5場。

## 生平

### 領隊
卡迪夫城
2013年12月27日公開與球會班主陳志遠不和的麥基終被辭退。
韋根
2014年11月19日，麥基接替被辭退的接掌位處降班區域內的英冠球隊韋根。2015年4月6日，於主場繼續敗陣，在僅餘5輪聯賽，球隊位列尾二，與安全綫相差8分，上任僅138天的麥基終被革退。

## 榮譽

### 球員
些路迪
- 蘇格蘭足球超級聯賽冠軍：1997/98年；

諾域治
- 英格蘭甲組足球聯賽冠軍：2003/04年（升班英超）；

韋斯咸
- 英格蘭足球冠軍聯賽附加賽冠軍：2004/05年（升班英超）；

屈福特
- 英格蘭足球冠軍聯賽附加賽冠軍：2005/06年（升班英超）；

### 領隊
個人
- 英冠每月最佳領隊：2011年3月；

## 外部連結
- 足球数据库：馬爾基·麥基的球员统计数据
- 屈福特官網簡歷
- 諾域治官網簡歷[永久]
- Career information at ex-canaries.co.uk